# Seymour Fagan
Seymour Fagan (né le 30 décembre 1967 à Old Harbour Bay) est un athlète jamaïcain spécialiste du 400 mètres. 

## Carrière

### Palmarès
| Date | Compétition                                 | Lieu      | Résultat | Performance           |               |
| ---- | ------------------------------------------- | --------- | -------- | --------------------- | ------------- |
| 1990 | Goodwill Games                              | Seattle   | 2e       | Relais 4 × 400 mètres | 3 min 00 s 45 |
| 1991 | Jeux panaméricains                          | La Havane | 3e       | Relais 4 × 400 mètres | 3 min 02 s 12 |
| 1991 | Championnats d'Am. centrale et des Caraïbes | Xalapa    | 1er      | 400 mètres            | 46 s 11       |
| 1991 | Championnats du monde                       | Tokyo     | 3e       | Relais 4 × 400 mètres | 3 min 00 s 10 |

### Records
| Épreuve    | Performance | Lieu  | Date         |
| ---------- | ----------- | ----- | ------------ |
| 400 mètres | 44 s 81     | Tokyo | 25 août 1991 |